# Prosopocera lameerei
Prosopocera lameerei là một loài bọ cánh cứng trong họ Cerambycidae.